# Amt Netphen

Amt Netphen im Kreis Siegen

Amtsgliederung

Das Amt Netphen war ein Amt im Kreis Siegen in der preußischen Provinz Westfalen und in Nordrhein-Westfalen. Es verwaltete bis zum 31. Dezember 1968 ein Gebiet mit zuletzt 29 Gemeinden.

## Geschichte

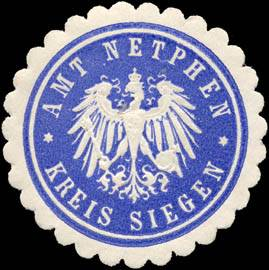
Siegelmarke Amt Netphen

Bis zum Anfang des 19. Jahrhunderts gehörte das Gebiet des späteren Amtes Netphen zum Fürstentum Siegen. In der Franzosenzeit gehörte das Gebiet zum Großherzogtum Berg (1806–1813). Als die Verwaltung in dieser Region nach französischem Vorbild neu geregelt wurde, wurden dabei auch die „Mairien“ Netphen und Irmgarteichen im Kanton Netphen des Département Sieg eingerichtet.
Nach dem Wiener Kongress wurden aus den Mairien Netphen und Irmgarteichen die Bürgermeistereien Netphen und Irmgarteichen, die 1817 zum Kreis Siegen im Regierungsbezirk Arnsberg der preußischen Provinz Westfalen kamen. 1829 ging die Bürgermeisterei Irmgarteichen in der Bürgermeisterei Netphen auf.
Im Rahmen der Einführung der Landgemeindeordnung von 1841 für die Provinz Westfalen wurde 1843 aus der  Bürgermeisterei Netphen das Amt Netphen gebildet. Verwaltungssitz war die Gemeinde Niedernetphen.
Zum 1. Dezember 1885 hatte das Amt Netphen eine Fläche von 177,4 km², auf der 8339 Einwohner lebten.
Durch das Gesetz zur Neugliederung des Landkreises Siegen schieden am 1. Juli 1966 drei Gemeinden aus dem Amt Netphen aus. Breitenbach wurde in die Stadt Siegen eingegliedert, während Niedersetzen und Obersetzen an die neue Stadt Hüttental fielen. 
Am 1. Januar 1969 wurde das Amt Netphen durch das Zweite Gesetz zur Neugliederung des Landkreises Siegen aufgelöst:
- Die Gemeinde Feuersbach wurde in die Stadt Siegen eingegliedert.
- Die Gemeinden Anzhausen, Flammersbach, Gernsdorf und Rudersdorf kamen zur Gemeinde Wilnsdorf.
- Aus den 24 übrigen Gemeinden des Amtes wurde die neue Gemeinde Netphen gebildet.[7]

## Gemeinden
| - Afholderbach - Anzhausen - Beienbach - Brauersdorf - Breitenbach (bis 1966) - Deuz - Dreis-Tiefenbach - Eckmannshausen - Eschenbach - Feuersbach - Flammersbach | - Frohnhausen - Gernsdorf - Grissenbach - Hainchen - Helgersdorf - Herzhausen - Irmgarteichen - Nauholz - Nenkersdorf - Niedernetphen - Niedersetzen (bis 1966) | - Obernau - Obernetphen - Obersetzen (bis 1966) - Oelgershausen - Rudersdorf - Salchendorf - Sohlbach - Unglinghausen - Walpersdorf - Werthenbach |

## Einwohnerzahlen
Die Einwohnerzahlen des Amtes Netphen:
| Gemeinde         | 1818   | 1885   | 1895   | 1905   | 1939   | 1950   | 1967   |
| ---------------- | ------ | ------ | ------ | ------ | ------ | ------ | ------ |
| Afholderbach     | 0168   | 0151   | 0131   | 0140   | 0123   | 0179   | 0163   |
| Anzhausen        | 0237   | 0282   | 0309   | 0351   | 0479   | 0603   | 0827   |
| Beienbach        | 0149   | 0140   | 0151   | 0152   | 0159   | 0230   | 0222   |
| Brauersdorf      | 0130   | 0135   | 0133   | 0138   | 0135   | 0162   | 0297   |
| Breitenbach      | 0073   | 0076   | 0061   | 0053   | 0074   | 0108   | -      |
| Deuz             | 0272   | 0309   | 0325   | 0386   | 0838   | 01.294 | 01.678 |
| Dreis-Tiefenbach | 0557   | 0984   | 01.050 | 01.352 | 02.392 | 03.240 | 04.280 |
| Eckmannshausen   | 0160   | 0258   | 0314   | 0300   | 0371   | 0436   | 0642   |
| Eschenbach       | 0172   | 0196   | 0199   | 0209   | 0239   | 0316   | 0405   |
| Feuersbach       | 0169   | 0197   | 0193   | 0190   | 0176   | 0267   | 0254   |
| Flammersbach     | 0188   | 0284   | 0283   | 0311   | 0447   | 0545   | 0849   |
| Frohnhausen      | 0134   | 0160   | 0169   | 0152   | 0146   | 0159   | 0220   |
| Gernsdorf        | 0212   | 0262   | 0260   | 0273   | 0452   | 0564   | 0851   |
| Grissenbach      | 0207   | 0186   | 0175   | 0196   | 0300   | 0421   | 0484   |
| Hainchen         | 0255   | 0259   | 0291   | 0313   | 0493   | 0603   | 0762   |
| Helgersdorf      | 0092   | 0133   | 0141   | 0126   | 0182   | 0200   | 0281   |
| Herzhausen       | 0202   | 0292   | 0291   | 0304   | 0287   | 0374   | 0343   |
| Irmgarteichen    | 0203   | 0243   | 0219   | 0233   | 0333   | 0470   | 0558   |
| Nauholz          | 0131   | 0137   | 0127   | 0110   | 0127   | 0141   | 0123   |
| Nenkersdorf      | 0230   | 0296   | 0307   | 0286   | 0309   | 0357   | 0403   |
| Niedernetphen    | 0497   | 0737   | 0791   | 0934   | 01.629 | 02.108 | 03.050 |
| Niedersetzen     | 0134   | 0181   | 0209   | 0292   | 0418   | 0527   | -      |
| Obernau          | 0084   | 0080   | 0084   | 0093   | 0081   | 0118   | 0036   |
| Obernetphen      | 0336   | 0404   | 0443   | 0470   | 0787   | 0969   | 01.668 |
| Obersetzen       | 0218   | 0248   | 0241   | 0314   | 0409   | 0510   | -      |
| Oelgershausen    | 0101   | 0111   | 0105   | 0094   | 0135   | 0178   | 0179   |
| Rudersdorf       | 0411   | 0431   | 0477   | 0507   | 0941   | 01.213 | 01.952 |
| Salchendorf      | 0230   | 0222   | 0246   | 0267   | 0516   | 0561   | 0844   |
| Sohlbach         | 0057   | 0046   | 0043   | 0038   | 0044   | 0085   | 0088   |
| Unglinghausen    | 0255   | 0375   | 0358   | 0390   | 0396   | 0507   | 0656   |
| Walpersdorf      | 0321   | 0332   | 0351   | 0307   | 0335   | 0376   | 0452   |
| Werthenbach      | 0183   | 0186   | 0183   | 0164   | 0307   | 0466   | 0612   |
| Gesamt           | 06.768 | 08.333 | 08.660 | 09.445 | 14.060 | 18.287 | 23.179 |